# Мандел, Мати
Мати Мандел (эст. Mati Mandel, род. 11 июня 1945, Тарту) — эстонский археолог и историк.
Окончил Тартуский университет в 1972 году со специализацией историка, специализирующегося на археологии. В 1992 году защитил магистерскую работу по теме «Боевой нож и меч в древней Эстонии» и в 2003 докторскую диссертацию по теме «Захоронения в Ляэнемаа V—XIII веков».
Основная сфера деятельности — изучение древних и средневековых письменных и археологических источников Ляэнемаа и Харьюмаа. Помимо этого, Мандел написал несколько монографий о второй мировой войне.
Работает куратором эстонского исторического музея.